# Institut de physique nucléaire d'Ulugbek
Pour les articles homonymes, voir Ulugh Beg (homonymie).
L'Institut de physique nucléaire d'Ulugbek de la capitale Ouzbek, Tachkent, qui porte le nom du sultan Ulugh Beg, est le plus grand centre de recherche en Asie centrale, sur 1 500 employés on compte 350 scientifiques.  
L'institut possède deux réacteurs de recherche : un réacteur nucléaire VVER-SM (10 MW) et un réacteur  IIN-3M FOTON (20 kW), ainsi que 2 cyclotrons, une source de rayonnement gamma, un générateur de neutrons et un complexe radiochimique. L'institut travaille à la production de radionucléides.
Le réacteur de recherche IIN-3M FOTON, d'une puissance de 20 kilowatts, diverge en décembre 1975. 
En 2002, les États-Unis prévoient de racheter 70 kilos d'uranium enrichi  pour que la Russie puisse  récupérer ces matériaux fissiles pour les transformer en uranium non militaire dans le cadre d'une opération russo-américaine confidentielle.
En 2008, le réacteur VVR-SM est chargé d'assemblages de combustible à l'uranium faiblement enrichi (19,7 % d'uranium 235) à la place de l'uranium hautement enrichi (36% d'uranium 235) qui l'alimentait auparavant.
En avril 2012, le gouvernement ouzbek demande à l’AIEA de soutenir son programme de démantèlement du réacteur IIN-3M FOTON. Il est mis à l'arrêt en juin 2013. En 2015 débute le déclassement de ce réacteur de recherche, qui doit s’achever mi-2017. Après le retrait du combustible liquide irradié présent dans ce réacteur de recherche, et son acheminement en Russie, l’Ouzbékistan ne dispose plus d'uranium hautement enrichi.
En juillet 2016, le réacteur VVER, réacteur de recherche de type piscine d'une puissance de 10 mégawatts est à son tour mis définitivement à l'arrêt, sur décision du gouvernement ouzbek, en étroite collaboration avec l’AIEA.